# كريستيان مولر (لاعب كرة قدم ألماني)
كريستيان مولر (بالألمانية: Christian Müller)‏ (13 أغسطس 1983 بأوفنباخ أم ماين في ألمانيا - ) هو لاعب كرة قدم ألماني في مركز الوسط. لعب مع آر بي لايبزيغ وإف إس في فرانكفورت وكيكرز أوفنباخ ونادي آوغسبورغ.

## وصلات خارجية
- كريستيان مولر (لاعب كرة قدم ألماني) على موقع قاعدة بيانات كرة القدم.إي يو (الإنجليزية)
- كريستيان مولر (لاعب كرة قدم ألماني) على موقع بيانات كرة القدم. دي إي (الألمانية)
- كريستيان مولر (لاعب كرة قدم ألماني) على موقع Soccerway.com (الإنجليزية)
- كريستيان مولر (لاعب كرة قدم ألماني) على موقع عالم كرة القدم.نت (الإنجليزية)